# Mandy Islacker

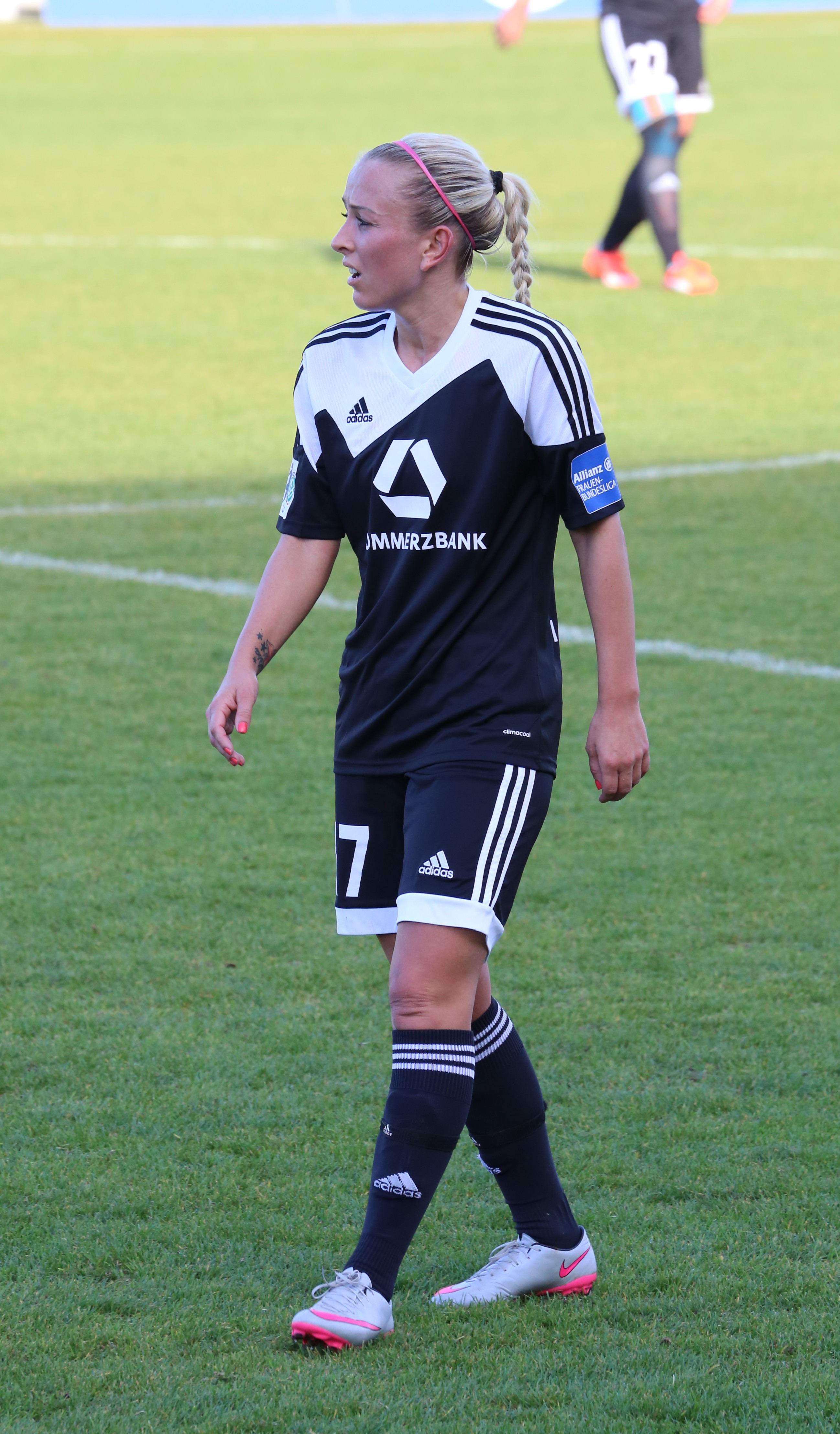
Islacker im DFB-Pokal-Achtelfinale 2015 zwischen FC Bayern München und 1. FFC Frankfurt (2:0)

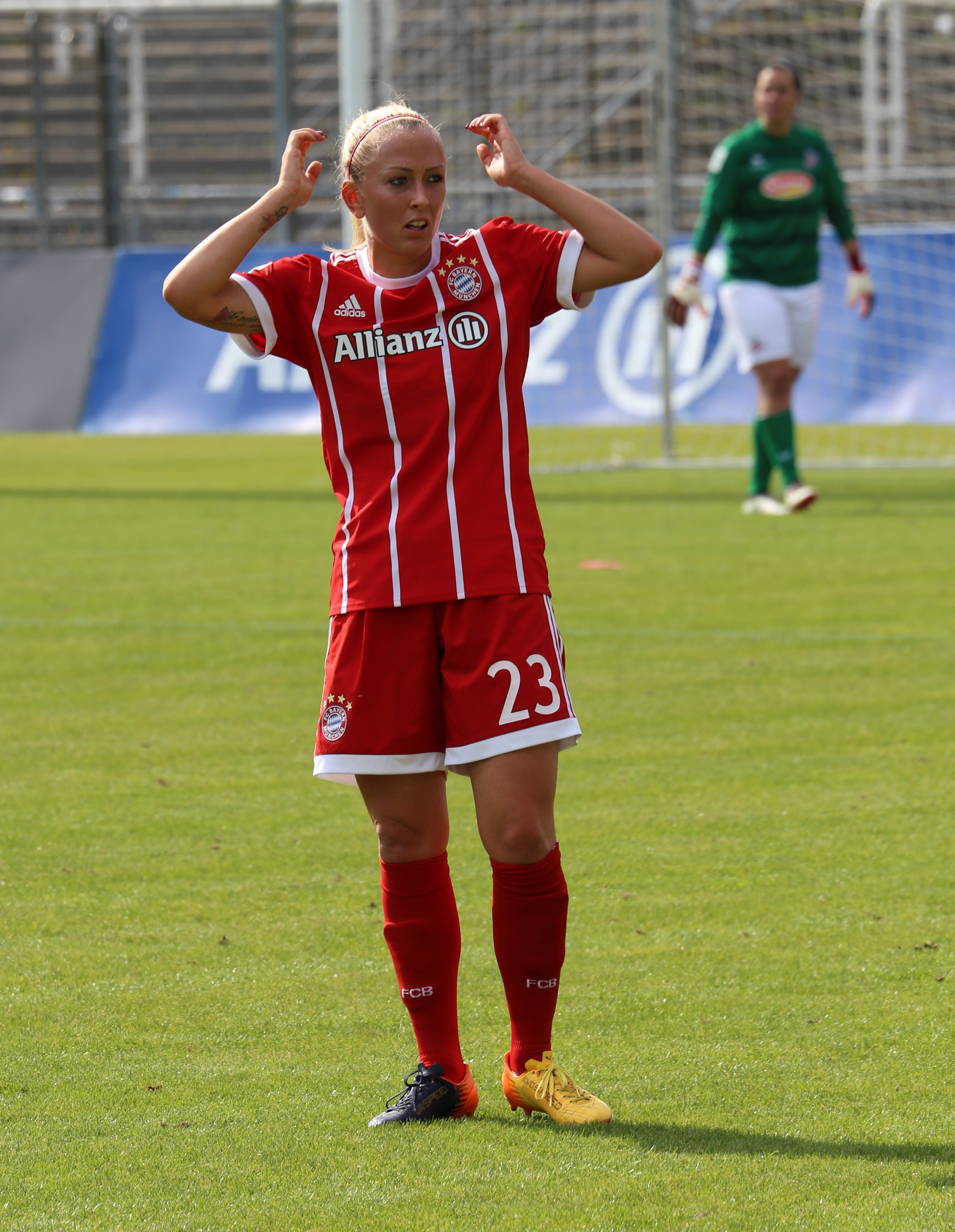
Islacker. September 2017

Mandy Islacker (* 8. August 1988 in Essen) ist eine deutsche Fußballspielerin. Sie war Nationalspielerin und zweimalige Bundesligatorschützenkönigin.

## Karriere

### Vereine
Islacker begann als Vierjährige in der „Mini-Kicker-Mannschaft“ des BV Altenessen 06, die von ihrem Vater trainiert wurde, mit dem Fußballspielen. Über die Essener Sportgemeinschaft 99/06 gelangte sie zur Sportgemeinschaft Essen-Schönebeck und 2004, 16-jährig, zum FCR 2001 Duisburg, für den sie am 5. September 2004 (1. Spieltag) beim 6:0-Sieg im Auswärtsspiel gegen den VfL Wolfsburg ihr Debüt in der Bundesliga gab. In ihrer ersten Bundesligasaison absolvierte sie 14 Spiele und erzielte ihr erstes von drei Toren am 19. September 2004 (3. Spieltag) mit dem Treffer zum 7:0-Endstand im Auswärtsspiel gegen den FSV Frankfurt.
Zur Saison 2007/08 wechselte Islacker zum FC Bayern München, mit dem sie in der Folgesaison Zweite der Meisterschaft wurde und auch für die zweite Mannschaft in der Regionalliga sechs Spiele bestritt. 2010/11 kehrte Islacker zum FCR 2001 Duisburg zurück.
2013/14 schloss sich Islacker dem Aufsteiger BV Cloppenburg an. Ihr Debüt für den BV Cloppenburg absolvierte sie am 8. September 2013 (1. Spieltag) beim 3:3 im Auswärtsspiel gegen die SGS Essen, in dem sie den Anschlusstreffer zum 2:3 in der 87. Minute erzielte. Nach einer Saison, in der sie in 21 Spielen 12 Tore erzielt hatte, verließ sie den Verein.
Sie wechselte am 30. Juni 2014 zum 1. FFC Frankfurt, für den sie am 31. August 2014 (1. Spieltag) im Auswärtsspiel gegen den Bayern München debütierte und das Tor zum 1:0 in der siebten Minute erzielte. Im Finale der Champions League 2014/15 erzielte sie, nachdem sie in der 66. Minute eingewechselt worden war, kurz vor Schluss das Siegtor zum 2:1. Ihr neuer Vertrag beim 1. FFC Frankfurt war bis zum 30. Juni 2018 gültig. Am 11. Juli 2017 einigte sie sich mit dem FFC jedoch auf eine vorzeitige Vertragsauflösung und kehrte nach sieben Jahren zum FC Bayern München zurück, bei dem sie einen bis zum 30. Juni 2020 gültigen Vertrag unterzeichnete.
Am 15. Mai 2020 wurde bekannt, dass der 1. FC Köln Islacker zur neuen Saison 2020/21 verpflichtet.
Mit dem letzten Saisonspiel am 28. Mai 2023, in der ihr noch einmal ein Tor gelang, beendete sie ihre Profikarriere. Sie spielte für sechs Vereine in der Bundesliga. Sie bestritt für diese insgesamt 282 Punktspiele, in denen sie 146 Tore erzielte.
Viktoria Köln konnte die Olympiasiegerin zur Saison 2023/24 als Spielerin und Markenbotschafterin für das neugegründete Frauen-Team gewinnen. Sie spielte in der untersten Liga, der Kreisliga, und erzielte in der ersten Saisonhälfte 58 Tore in 12 Spielen. Von einigen Gegnern wurde das deutlich kritisiert.
In der Winterpause 2023/24 wechselte sie zum VfB Stuttgart, dem seinerzeitigen Tabellenführer der viertklassigen Oberliga Baden-Württemberg. Nach dem Aufstieg in die Regionalliga Süd gelang in der Saison 2024/25 der direkte Durchmarsch in die 2. Frauen-Bundesliga. Im Sommer 2025 beendete Islacker ihre aktive Karriere.
Im Sommer 2025 übernahm Islacker administrative Aufgaben im Bereich Frauenfußball beim FC Schalke 04. Zusätzlich will sie in der Saison 2025/26 für Schalke auflaufen.

### Nationalmannschaft
Islacker debütierte mit 15 Jahren in der U-15-Nationalmannschaft, in der sie in ihren zwei Länderspielen auch zwei Tore erzielte. Ein Jahr später absolvierte sie in Clairefontaine ebenfalls zwei Länderspiele, diesmal für die U-17-Nationalmannschaft. In beiden Begegnungen mit der Auswahl Frankreichs, 3:2 am 26. und 3:0 am 29. Oktober 2004 wurde sie einmal aus- und eingewechselt.
Am 22. Oktober 2015 krönte sie ihr Debüt in der A-Nationalmannschaft beim 2:0-Sieg im EM-Qualifikationsspiel über die die Auswahlmannschaft Russlands mit ihrem ersten Länderspieltor, dem 1:0-Führungstreffer.
2016 wurde sie für das olympische Fußballturnier der Frauen in Brasilien in den Kader der Nationalmannschaft aufgenommen. Während der sechs Turnierspiele kam sie drei Mal zum Einsatz (davon zwei Einwechslungen). Durch den 2:1-Sieg im Finale gegen Schweden gewann sie die Goldmedaille. Dafür wurde sie am 1. November 2016 mit dem Silbernen Lorbeerblatt ausgezeichnet.
Anfang Juli 2017 wurde Islacker von Nationaltrainerin Steffi Jones in den DFB-Kader für die Fußball-Europameisterschaft der Frauen 2017 in den Niederlanden berufen. Hier kam sie in allen vier Spielen zum Einsatz, blieb dabei aber ohne Torerfolg.

## Erfolge
- Olympiasiegerin 2016
- U-20-Länderpokal-Sieger 2006[25]
- Zweite der Meisterschaft 2009, 2018 und 2019 (mit dem FC Bayern München)
- Champions-League-Siegerin 2015 (mit dem 1. FFC Frankfurt)
- DFB-Pokal-Finalist 2018
- Bundesliga-Torschützenkönigin: 2016, 2017

## Sonstiges
Islacker stammt aus einer Familie mit Fußballer-Tradition: Franz „Penny“ Islacker, ihr Großvater, gewann mit Rot-Weiss Essen im Jahr 1953 den DFB-Pokal und 1955 die Deutsche Meisterschaft; ihr Vater Frank bestritt in der Saison 1982/83 drei Bundesligaspiele für den VfL Bochum.
Islacker erlernte den Beruf der Kauffrau für Bürokommunikation bei der Deutschen Telekom.